# Primeira Liga do Brasil de 2016
A Primeira Liga do Brasil de 2016 (também conhecida como Copa Sul-Minas-Rio) foi a primeira edição da competição realizada entre os clubes de Minas Gerais, Santa Catarina, Rio Grande do Sul, Paraná e Rio de Janeiro entre 27 de janeiro e 20 de abril de 2016, autorizada pela CBF, tendo sido uma competição independente dela, amparada no inciso I do art. 217 da Constituição Federal e nos termos da legislação desportiva federal, gozando de peculiar autonomia quanto à sua organização e funcionamento, não estando sujeita a ingerência ou interferência estatal e federativa, a teor do disposto nos incisos XVII e XVIII do art. 5º da Constituição Federal, tendo tido como campeão o Fluminense.

## Histórico

### O início

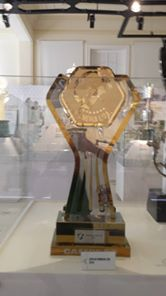
Taça da Primeira Liga do Brasil de 2016

O ano turbulento de 2015 nos bastidores do futebol mundial foi igualmente confuso no Brasil. Além das prisões e dos indiciamentos de seus dirigentes, a  CBF teve de lidar com outro problema: a criação de uma liga independente de clubes, à revelia das ordens da entidade. A convite do Coritiba, a ideia inicial era reeditar a Copa Sul-Minas, com aval da entidade. Mas logo Flamengo e Fluminense, em pé de guerra com a FERJ, se juntariam ao grupo. Foi fundada a Liga Sul-Minas-Rio na sede do Flamengo, com apoio do presidente da FCF e vice da CBF, Delfim Peixoto, desafeto declarado do presidente da CBF Marco Polo Del Nero. O que era o embrião de uma competição regional se tornou o começo de uma "rebelião".
A Primeira Liga – como o grupo com clubes dos estados do Rio de Janeiro, Rio Grande do Sul, Paraná, Minas Gerais e Santa Catarina passou a ser chamado – manteve uma relação cordial com a CBF até uma reunião em outubro. Enfraquecida politicamente, após muita negociação nos bastidores, a CBF estava, a princípio, pronta para incluir a Liga no calendário oficial de competições de 2016 e oficializar o movimento. Mas uma intervenção da FERJ fez com que a entidade recuasse e passasse a exigir a aprovação em Assembleia Geral. Foi o suficiente para o então diretor-executivo da Liga, Alexandre Kalil, perder a compostura em reunião com o secretário-geral da CBF, Walter Feldman, e outros dirigentes da entidade.
O diálogo se encerrou, e a Liga passou a ser tocada de forma totalmente independente. Chegou a haver tentativa de retomada das conversas entre o presidente da Liga (e do Cruzeiro), Gilvan Tavares, e Del Nero, mas não vingou. Nem todos os dirigentes na Liga concordaram com a atitude de Kalil, que passou a balançar, mas foi inicialmente mantido. Mas o clima no grupo já não era o mesmo. Azedou de vez quando, em novembro, em uma reunião no Fluminense, Mario Celso Petraglia, representante do Atlético-PR e aliado de Kalil, foi eleito copresidente, praticamente tirando Gilvan Tavares de cena.
Insatisfeito, o presidente do Cruzeiro resolveu deixar a Liga. Foi convencido a voltar pelo presidente do Flamengo, Eduardo Bandeira de Mello. Dias depois de confirmado o retorno, Kalil deixou a Liga. Mas o grupo confirma que a competição acontecerá em 2016 conforme o calendário divulgado, com início em 27 de janeiro, e está à procura de outro nome para assumir a negociação de contratos.

### Reedição da Copa Sul-Minas
Um grupo de oito clubes começou, no primeiro semestre de 2015, a caminhar para a reedição da Copa Sul-Minas, um torneio regional, no rastro do sucesso da Copa Nordeste – competição incluída no calendário oficial nacional. Ainda não havia definições de cargos ou negociações de contratos, somente conversas sobre formato, parte jurídica e outros detalhes da organização do torneio.

### Fla e Flu se aproximam
Eventos na cidade do Rio de Janeiro teriam, pouco depois, grande impacto no grupo. Em fevereiro, em meio à polêmica sobre preços de ingressos no Campeonato Estadual do Rio de Janeiro, uma reunião na FERJ terminou em discussão e xingamentos. O racha político entre a dupla Fla-Flu e a entidade passou a ser total e declarado. Os clubes, que muitas vezes deixaram até de enviar representantes à entidade, passaram a ser assíduos nos encontros da Liga Sul-Minas, que já estava até com a fórmula de disputa definida.
Diante da impossibilidade de lutar em arbitral contra o bloco comandado pelo presidente da FERJ, Rubens Lopes, e seu maior aliado, o presidente do Vasco, Eurico Miranda, Flamengo e Fluminense ordenaram – e divulgaram a medida – que seus departamentos jurídicos estudassem formas de as equipes não serem obrigadas a disputar o Estadual do RJ.
A Sul-Minas, então, passou a ser uma possibilidade atraente e real. A presença dos clubes do RJ também trazia novas possibilidades para o torneio e maior visibilidade. Sem dificuldade, a inclusão da dupla na competição foi aprovada em julho pelos demais integrantes. A Sul-Minas passaria a se chamar Liga Sul-Minas-Rio.

### Racha entre Del Nero e Delfim
Em junho de 2015, pouco depois da prisão do ex-presidente da CBF José Maria Marin em Zurique, na Suíça, o que provocou a fuga às pressas de Del Nero da cidade um dia antes da eleição presidencial na FIFA, uma reunião na CBF tornou público o racha entre o presidente da entidade e um dos seus vices, Delfim de Pádua Peixoto, presidente da Federação de Santa Catarina. Nos bastidores, Delfim, aliado de Marin, já não tinha prestígio com Del Nero, mas era o primeiro na linha de sucessão na entidade em caso de renúncia ou suspensão aplicada pela FIFA – perigos que passaram a ser reais para Del Nero com as investigações americanas e do Comitê de Ética da entidade internacional.
A assembleia, somente com presidentes de federações estaduais, foi convocada para aprovar mudanças no estatuto. Del Nero articulava para incluir uma reforma na qual alterava o artigo de sucessão que dá ao vice-presidente mais velho a prerrogativa de assumir o comando no caso de vacância. Delfim saiu vitorioso no embate velado, já que o assunto nem chegou a ir para votação, mas passou a criticar publicamente Del Nero, qualificando a manobra como "golpe". Em reuniões posteriores na entidade, Delfim fazia questão de perguntar em voz alta o motivo de Del Nero não viajar. – o dirigente não saiu do país depois da prisão de Marin na Suíça. Também foi retirado pela Conmebol do Comitê Executivo da FIFA após faltar a vários compromissos.

### A fundação
No dia 10 de setembro de 2015, em reunião na sede do Flamengo, no Rio de Janeiro, foi oficialmente fundada a Liga Sul-Minas-Rio, com Flamengo, Fluminense, Internacional, Grêmio, América-MG, Atlético-MG, Cruzeiro, Coritiba, Atlético-PR, Joinville, Chapecoense, Criciúma, Avaí e Figueirense. Na ocasião, o secretário-geral da CBF, Walter Feldman, resumia a posição da entidade dessa forma: "Não estimulamos, nem criticamos. Só observamos".
A reunião na Gávea serviu também para apontar os mandatários do grupo: o escolhido para presidente da Liga Sul-Minas-Rio foi Gilvan Tavares, do Cruzeiro. Nilton Machado, do Avaí, ficou como vice. O secretário passou a ser Maurício Andrade, diretor-executivo do Coritiba. Foi definida também a necessidade de contratação de um CEO, cargo que ficaria com o ex-presidente do Atlético-MG Alexandre Kalil. O nome ainda mudaria para Primeira Liga, perdendo sua característica regional (veja na tabela abaixo como foram divididos os grupos para a primeira edição do torneio).
Ao assumir, Gilvan Tavares deixou claro que era um passo na direção de organizar os principais campeonatos do país.
– Temos essa intenção, é um passo gigantesco. É assim no mundo aí fora, onde o futebol deu certo. Estamos atrasados. Arrecadamos infinitamente menos porque não temos a mesma organização. Vamos alertar os outros clubes sobre a necessidade de dar esse passo – disse Tavares, ressaltando a chance de crescimento. – Nesse início, se fosse querer dar o passo total e atingir todos, talvez não atingisse a adesão de todos. Começamos com oito clubes, depois tivemos Flamengo e Fluminense. E já sabemos que muitos outros clubes estão pleiteando também fazer parte dessa liga.

### Negociações com a CBF
Com base na aprovação da Copa do Nordeste, os dirigentes da Liga Sul-Minas-Rio passaram a tratar com a CBF da inclusão da competição no calendário oficial já em 2016. Enfraquecida politicamente, com um vice-presidente e ex-presidente que dava nome à sede da entidade preso, e o atual na mira de investigações estrangeiras, a CBF adotou estratégia de aproximação com o grupo. A entidade se mostrava publicamente favorável à Liga, mas nos bastidores revelava desconforto. Era, como Gilvan deixou claro, um movimento que poderia no futuro minar o poder da CBF.
Mas as tratativas corriam em tom amigável. Tudo parecia caminhar para a aprovação da competição, a despeito das críticas do presidente da FERJ, Rubens Lopes, inconformado com a participação de dois de seus filiados sem a sua autorização. Os clubes estudaram tabela, regulamento, aprontaram os esboços. Uma reunião na CBF em outubro, envolvendo os dirigentes dos principais departamentos, seria, na visão do CEO da Liga, Kalil, uma mera formalidade para ajustar a tabela e aprovar as regras do torneio.

### Sem diálogo, CBF convoca assembleia
No dia 19 de outubro, ao contrário da expectativa de Kalil, a reunião na CBF rachou de vez a relação. O episódio foi provocado por um ofício enviado diretamente pelo presidente da FERJ para Del Nero, com cinco páginas dissertando motivos para considerar a Liga ilegal e submetê-la à aprovação de Assembleia Geral, bem como à autorização das respectivas federações para participação de seus filiados no torneio. A CBF decidiu acatar a argumentação, e Kalil deixou a reunião furioso, avisando que a competição seria realizada "de qualquer jeito".
Participaram do encontro o secretário-geral da CBF, Walter Feldman, e diretores de peso na entidade. A CBF argumentava que precisava, para aprovar a competição, cumprir certos ritos burocráticos e demandas de órgãos como o Sindicato dos Jogadores. O ex-presidente do Atlético-MG se viu pela primeira vez na berlinda entre os integrantes da Liga. O apoio ao fim das conversas com a entidade, embora anunciado publicamente, não foi bem digerido por todos de imediato, surgindo as primeiras críticas ao temperamento do diretor-executivo. Kalil também sofreu questionamentos por ter levado seu filho, João Luiz, para a reunião. Negou que ele fosse ser contratado pela Liga e creditou a divulgação da informação a uma articulação da CBF nos bastidores.
A partir daí, a CBF deixou claro que não pretendia mais conversar com Kalil e convocou uma assembleia com as federações pra votar a aprovação da Liga. A Liga foi aprovada, desde que cumprisse todos os estatutos. Rubens Lopes, da FERJ, festejou, e Kalil afirmou que o resultado da assembleia "não interessa". Feldman explicou a posição da entidade.
– A legislação brasileira e o calendário têm que ser respeitados. Fazer de qualquer jeito não é um bom caminho. Do jeito que está hoje, objetivamente, não é possível entrar no calendário nacional, não é possível homologar a vinculação da Liga à CBF, de uma Liga que não está respeitando os trâmites.

### Primeiros atritos e "aprovação" da CBF
Um dos que mais apoiaram Kalil foi o presidente do Conselho Deliberativo do Atlético-PR, Mario Celso Petraglia, o representante do Furacão no grupo. Petraglia ganhou força, passou a ter influência nas principais decisões com a aproximação de Kalil, e o fortalecimento da dupla começou a incomodar. Gilvan Tavares, presidente da Liga, ficou em segundo plano – e nem um pouco satisfeito. Outros questionavam a posição adotada por Kalil na CBF sem consulta aos demais membros.
À frente das negociações comerciais com patrocinadores e emissoras de televisão, Kalil tinha os holofotes e, como é do seu feitio, se pronunciava com total autoridade sobre a Liga. Gilvan pouco aparecia. Aliada a essa disputa no poder, as discussões sobre modelo de rateio das cotas de transmissão também não traziam tranquilidade. A rivalidade entre Flamengo, que quer ganhar mais, e Fluminense, que não aceita ganhar menos, era outro ponto de atrito e divisão de opiniões. Discutido também no Beira-Rio, em Porto Alegre, o tema voltaria à pauta em novembro, em reunião marcada para a sede tricolor nas Laranjeiras, no Rio de Janeiro.

### Reunião em Laranjeiras e saída de Gilvan
A assembleia da Primeira Liga em 26 de novembro oficializou a ascensão de Petraglia. Ele foi escolhido copresidente, o que deixou Gilvan Tavares ainda mais enfraquecido na cúpula da Liga. O mandatário do Cruzeiro teria considerado o fato como uma manobra de Kalil, ex-presidente do rival Atlético-MG. E o debate das cotas terminou por fazer da reunião um marco que os próprios integrantes da Liga, posteriormente, concordariam em esquecer. Na saída da reunião, enquanto Peter Siemsen, o anfitrião, avisava que lutaria por cotas iguais, Kalil era incisivo sobre a possibilidade de o Flamengo receber valor maior.
– Mas é claro que vai. Vocês conhecem alguma liga que divide igual? Toda liga tem clube que recebe mais. E provavelmente o Flamengo vai receber mais. Estamos copiando e ajustando alguns modelos que nos agradam. Mas o Fluminense vai receber mais, o Grêmio, o Inter... Não adianta todo mundo se achar o maior. Tem que usar o bom senso e não fazer nenhuma exceção.
Era o fim da tranquilidade no grupo. Rumores de saída de integrantes começaram a circular, e a Ferj dava como certa a desistência de seus filiados, mas quem acabou anunciando oficialmente o desligamento foi Gilvan. Ele retirou o Cruzeiro alegando que a competição não seria rentável. Com curto prazo até o início, a desistência do presidente da Primeira Liga afetou a credibilidade do grupo diante de possíveis patrocinadores e rivais, fazendo jus ao argumento das entidades de que os clubes não conseguem se entender.

### Coronel Nunes eleito, volta de Gilvan e saída de Kalil
O último mês do ano foi particularmente agitado para a CBF e para a Liga. Na manhã do dia 3 de dezembro, em Zurique, mais dois dirigentes eram presos antes de reunião do Comitê Executivo da Fifa – os presidentes da Conmebol e Concacaf, Juan Ángel Napout e Alfredo Hawit, respectivamente. Horas depois o Comitê de Ética da Fifa anunciava abertura de procedimento formal contra Del Nero, que à noite seria oficialmente indiciado na investigação americana que hoje obriga o seu antigo aliado Marin a usar tornozeleira eletrônica.
A notícia caiu como uma bomba na CBF, cuja cúpula se reuniu na sede da entidade na noite daquela quinta-feira para discutir os passos a tomar. O primeiro deles, a licença do presidente da CBF. Ao tomar essa medida, ele tem a prerrogativa de escolher entre os vice-presidentes o seu sucessor interino. Apontou o aliado Marcus Vicente. Mas logo haveria um desdobramento. Isso porque, no caso de o Comitê de Ética aplicar punição, se Del Nero renunciasse em definitivo, o desafeto Delfim Peixoto assumiria o poder na CBF.
Foi convocada, então, uma assembleia eleitoral para o dia 16 de dezembro, com clubes das Séries A e B e federações. O motivo: a eleição de um novo vice-presidente para o cargo deixado por Marin. A CBF indicou e apoiou o presidente da Federação Paraense de Futebol, o coronel Antonio Carlos Nunes, eleito com três votos contrários e cinco abstenções. A assembleia foi presidida pelo presidente da Ferj, Rubens Lopes, que ganhou pontos com Del Nero. Delfim Peixoto qualificou novamente a medida como "golpe" e chegou a conseguir liminar barrando a eleição na Justiça, mas a CBF conseguiu cassar e realizar o pleito.
Diversos clubes da Liga votaram a favor de Nunes, entre eles o Fluminense, justificando voto pela "estabilidade" na CBF. O Flamengo, por sua vez, não votou e entregou "agenda mínima" de medidas que deveriam ser tomadas pela entidade. Os clubes e presidentes de federações presentes aproveitaram a reunião no Rio de Janeiro para cancelar o encontro previamente marcado para Belo Horizonte em 23 de dezembro. Eles realizaram na manhã seguinte à eleição de Nunes, no hotel que hospedou os clubes, uma nova reunião da Primeira Liga.
Sem a presença de Kalil, que não tinha motivos para comparecer à eleição na CBF, o encontro transcorreu em clima tranquilo. O presidente do Flamengo, Eduardo Bandeira de Mello, anunciou o retorno de Gilvan Tavares e do Cruzeiro, e ficou acertado que os clubes passariam a borracha em tudo o que ocorreu no encontro nas Laranjeiras em 26 de novembro.
Petraglia voltou a ser somente representante do Atlético-PR, e o presidente do Atlético-MG, Daniel Nepomuceno, saiu do encontro avisando que havia um plano para realizar o campeonato mesmo sem transmissão e que a partir dali ninguém mais poderia deixar a Liga. Mas o CEO deixou. No dia seguinte à reunião, Kalil anunciou pela rede social Twitter a sua saída, alegando que estava sendo sabotado por alguns clubes, e desejando sucesso à Liga, que corre contra o tempo para negociar contratos e provar que pode cumprir o plano de realizar a competição sem a CBF.

### Acordo comercial para transmissão do torneio
Na segunda feira, dia 28 de dezembro de 2015, o presidente do Cruzeiro, Gilvan, revelou à Rádio Itatiaia que a direção do torneio fechou acordo exclusivo com a Rede Globo para a transmissão das partidas em 2016. Ainda segundo o mandatário celeste, a divisão das cotas será definida em uma reunião na próxima semana, em Belo Horizonte.
“Tem gente duvidando da Primeira Liga. Mas já está tudo acertado. Temos contrato com a emissora de televisão, vai ser a Globo. Ela vai pagar todas as despesas de viagem e de hospedagem, como faz no Campeonato Brasileiro, além de uma cota a ser dividida entre os 12 clubes que disputarão a competição, que está sendo estudada ainda. No dia 5 de janeiro, teremos aqui em Belo Horizonte uma assembleia-geral para definirmos isso”, declarou.
O campeão e o vice receberão um valor em dinheiro como bônus. “Há uma premiação para os dois primeiros colocados que está sendo estudada pela direção da Liga”, ressaltou Gilvan.
A arbitragem e como será feito os julgamentos dos atletas também estão definido. “A arbitragem vai ser da CBF. O (Superior Tribunal de Justiça Desportiva) STJD já se prontificou a fornecer uma câmara que julgará os casos da Liga, que é um torneio de tiro curto e precisa ter um julgamento mais rápido”, disse.
A competição passou a ser vista com desconfiança após alguns problemas nos bastidores, como a saída do Cruzeiro – que não aceitou a indicação de Mario Celso Petraglia (Atlético-PR) para o cargo de co-presidente da Liga – e a volta do time celeste, após o recuo dos clubes, e a renúncia do diretor-executivo Alexandre Kalil.
Agora, a Liga está em busca de uma pessoa para o lugar de Kalil. “Estamos procurando o novo CEO da Liga com um perfil que eles acham que deva ser alguém da área de marketing. Uma pessoa que busque receitas para que a Liga traga mais frutos para os clubes”, afirmou.
“É um trabalho difícil, a gente sabe, porque se trata de um torneio curto em 2016. Mas para 2017, com tempo para elaborarmos um produto mais rentável, acredito que a gente possa conseguir incluir os jogos no calendário da CBF e, assim, outros clubes vão querer aderir à Liga”, completou.
Ainda segundo Gilvan, nesta reunião do dia 5, os clubes também decidirão se haverá eleição para um novo presidente da Liga, cargo ocupado pelo mandatário do Cruzeiro.
A competição começará no dia 27 de janeiro. A primeira rodada terá o clássico interestadual entre Atlético e Flamengo, pelo Grupo 3. No mesmo dia, o Cruzeiro visita o Criciúma pelo Grupo 2 e o Fluminense recebe o Atlético-PR em jogo válido pelo Grupo 1. Os gaúchos só jogam na quinta-feira. Serão apenas três rodadas na fase de grupos, sendo a segunda em 17 e 18 de fevereiro e a terceira em 9 e 10 de março. As semifinais serão em 23 e 24 de março e a decisão em 31 de março, sempre em jogo único.
Dia 5 de janeiro de 2016 foi revelado os valores do acordo. A Rede Globo aceitou pagar apenas R$ 5,2 milhões pela transmissão da competição, alegando "Programação cheia".

### CBF volta atrás e veta Primeira Liga
Em 25 de janeiro, a 3 dias de iniciar a competição, a CBF voltou a atrás e através de comunicado oficial assinado por seu presidente vetou a competição. Segundo a entidade, somente as partidas realizadas até 31 de janeiro, data final da pré-temporada, seriam autorizadas. Curiosamente, ao ser contatado o presidente da CBF, Coronel Nunes, não soube explicar a nota que ele mesmo assinou.
Os clubes, todavia, não se intimidaram com a posição da confederação, e o presidente da Primeira Liga, Gilvan Tavares, garantiu a realização do torneio já em 2016. Anteriormente, em função das grandes ameaças que Flamengo e Fluminense tem sofrido da FERJ, os clubes já haviam ameaçado boicotar o Campeonato Brasileiro.

## Participantes
| UF                | Clube               | Cidade         | Estádio (mando)     | Capacidade | Títulos        |
| ----------------- | ------------------- | -------------- | ------------------- | ---------- | -------------- |
| Rio de Janeiro    | Flamengo            | Rio de Janeiro | Mané Garrincha      | 72 788     | 0 (não possui) |
| Rio de Janeiro    | Fluminense          | Rio de Janeiro | Raulino de Oliveira | 20 225     | 0 (não possui) |
| Minas Gerais      | Cruzeiro            | Belo Horizonte | Mineirão            | 62 160     | 0 (não possui) |
| Minas Gerais      | América Mineiro     | Belo Horizonte | Independência       | 23 018     | 0 (não possui) |
| Minas Gerais      | Atlético Mineiro    | Belo Horizonte | Independência       | 23 018     | 0 (não possui) |
| Rio Grande do Sul | Grêmio              | Porto Alegre   | Arena do Grêmio     | 60 540     | 0 (não possui) |
| Rio Grande do Sul | Internacional       | Porto Alegre   | Beira Rio           | 50 038     | 0 (não possui) |
| Paraná            | Coritiba            | Curitiba       | Couto Pereira       | 40 502     | 0 (não possui) |
| Paraná            | Atlético Paranaense | Curitiba       | Arena da Baixada    | 42 372     | 0 (não possui) |
| Santa Catarina    | Criciúma            | Criciúma       | Heriberto Hülse     | 19 900     | 0 (não possui) |
| Santa Catarina    | Avaí                | Florianópolis  | Ressacada           | 17 826     | 0 (não possui) |
| Santa Catarina    | Figueirense         | Florianópolis  | Orlando Scarpelli   | 19 584     | 0 (não possui) |

## Estádios
| América-MG | Atlético-MG | Atlético-PR | Avaí | Coritiba | Criciúma            |
| --- | --- | --- | --- | --- | ------------------- |
| Independência | Independência | Arena da Baixada | Ressacada | Couto Pereira | Heriberto Hülse     |
| Capacidade: 23 018 | Capacidade: 23 018 | Capacidade: 42 372 | Capacidade: 17 826 | Capacidade: 40 310 | Capacidade: 19 900  |
| | | | | |                     |
| Cruzeiro | \| América-MG Atlético-MG Atlético-PR Avaí Criciúma Coritiba Cruzeiro Figueirense Flamengo Fluminense Grêmio InternacionalLocalização das equipes participantes da Primeira Liga de 2016. \| | \| América-MG Atlético-MG Atlético-PR Avaí Criciúma Coritiba Cruzeiro Figueirense Flamengo Fluminense Grêmio InternacionalLocalização das equipes participantes da Primeira Liga de 2016. \| | \| América-MG Atlético-MG Atlético-PR Avaí Criciúma Coritiba Cruzeiro Figueirense Flamengo Fluminense Grêmio InternacionalLocalização das equipes participantes da Primeira Liga de 2016. \| | \| América-MG Atlético-MG Atlético-PR Avaí Criciúma Coritiba Cruzeiro Figueirense Flamengo Fluminense Grêmio InternacionalLocalização das equipes participantes da Primeira Liga de 2016. \| | Figueirense         |
| Mineirão | \| América-MG Atlético-MG Atlético-PR Avaí Criciúma Coritiba Cruzeiro Figueirense Flamengo Fluminense Grêmio InternacionalLocalização das equipes participantes da Primeira Liga de 2016. \| | \| América-MG Atlético-MG Atlético-PR Avaí Criciúma Coritiba Cruzeiro Figueirense Flamengo Fluminense Grêmio InternacionalLocalização das equipes participantes da Primeira Liga de 2016. \| | \| América-MG Atlético-MG Atlético-PR Avaí Criciúma Coritiba Cruzeiro Figueirense Flamengo Fluminense Grêmio InternacionalLocalização das equipes participantes da Primeira Liga de 2016. \| | \| América-MG Atlético-MG Atlético-PR Avaí Criciúma Coritiba Cruzeiro Figueirense Flamengo Fluminense Grêmio InternacionalLocalização das equipes participantes da Primeira Liga de 2016. \| | Orlando Scarpelli   |
| Capacidade: 62 160 | \| América-MG Atlético-MG Atlético-PR Avaí Criciúma Coritiba Cruzeiro Figueirense Flamengo Fluminense Grêmio InternacionalLocalização das equipes participantes da Primeira Liga de 2016. \| | \| América-MG Atlético-MG Atlético-PR Avaí Criciúma Coritiba Cruzeiro Figueirense Flamengo Fluminense Grêmio InternacionalLocalização das equipes participantes da Primeira Liga de 2016. \| | \| América-MG Atlético-MG Atlético-PR Avaí Criciúma Coritiba Cruzeiro Figueirense Flamengo Fluminense Grêmio InternacionalLocalização das equipes participantes da Primeira Liga de 2016. \| | \| América-MG Atlético-MG Atlético-PR Avaí Criciúma Coritiba Cruzeiro Figueirense Flamengo Fluminense Grêmio InternacionalLocalização das equipes participantes da Primeira Liga de 2016. \| | Capacidade: 19 584  |
| | \| América-MG Atlético-MG Atlético-PR Avaí Criciúma Coritiba Cruzeiro Figueirense Flamengo Fluminense Grêmio InternacionalLocalização das equipes participantes da Primeira Liga de 2016. \| | \| América-MG Atlético-MG Atlético-PR Avaí Criciúma Coritiba Cruzeiro Figueirense Flamengo Fluminense Grêmio InternacionalLocalização das equipes participantes da Primeira Liga de 2016. \| | \| América-MG Atlético-MG Atlético-PR Avaí Criciúma Coritiba Cruzeiro Figueirense Flamengo Fluminense Grêmio InternacionalLocalização das equipes participantes da Primeira Liga de 2016. \| | \| América-MG Atlético-MG Atlético-PR Avaí Criciúma Coritiba Cruzeiro Figueirense Flamengo Fluminense Grêmio InternacionalLocalização das equipes participantes da Primeira Liga de 2016. \| |                     |
| Flamengo | \| América-MG Atlético-MG Atlético-PR Avaí Criciúma Coritiba Cruzeiro Figueirense Flamengo Fluminense Grêmio InternacionalLocalização das equipes participantes da Primeira Liga de 2016. \| | \| América-MG Atlético-MG Atlético-PR Avaí Criciúma Coritiba Cruzeiro Figueirense Flamengo Fluminense Grêmio InternacionalLocalização das equipes participantes da Primeira Liga de 2016. \| | \| América-MG Atlético-MG Atlético-PR Avaí Criciúma Coritiba Cruzeiro Figueirense Flamengo Fluminense Grêmio InternacionalLocalização das equipes participantes da Primeira Liga de 2016. \| | \| América-MG Atlético-MG Atlético-PR Avaí Criciúma Coritiba Cruzeiro Figueirense Flamengo Fluminense Grêmio InternacionalLocalização das equipes participantes da Primeira Liga de 2016. \| | Fluminense          |
| Mané Garrincha | \| América-MG Atlético-MG Atlético-PR Avaí Criciúma Coritiba Cruzeiro Figueirense Flamengo Fluminense Grêmio InternacionalLocalização das equipes participantes da Primeira Liga de 2016. \| | \| América-MG Atlético-MG Atlético-PR Avaí Criciúma Coritiba Cruzeiro Figueirense Flamengo Fluminense Grêmio InternacionalLocalização das equipes participantes da Primeira Liga de 2016. \| | \| América-MG Atlético-MG Atlético-PR Avaí Criciúma Coritiba Cruzeiro Figueirense Flamengo Fluminense Grêmio InternacionalLocalização das equipes participantes da Primeira Liga de 2016. \| | \| América-MG Atlético-MG Atlético-PR Avaí Criciúma Coritiba Cruzeiro Figueirense Flamengo Fluminense Grêmio InternacionalLocalização das equipes participantes da Primeira Liga de 2016. \| | Raulino de Oliveira |
| Capacidade: 72 788 | \| América-MG Atlético-MG Atlético-PR Avaí Criciúma Coritiba Cruzeiro Figueirense Flamengo Fluminense Grêmio InternacionalLocalização das equipes participantes da Primeira Liga de 2016. \| | \| América-MG Atlético-MG Atlético-PR Avaí Criciúma Coritiba Cruzeiro Figueirense Flamengo Fluminense Grêmio InternacionalLocalização das equipes participantes da Primeira Liga de 2016. \| | \| América-MG Atlético-MG Atlético-PR Avaí Criciúma Coritiba Cruzeiro Figueirense Flamengo Fluminense Grêmio InternacionalLocalização das equipes participantes da Primeira Liga de 2016. \| | \| América-MG Atlético-MG Atlético-PR Avaí Criciúma Coritiba Cruzeiro Figueirense Flamengo Fluminense Grêmio InternacionalLocalização das equipes participantes da Primeira Liga de 2016. \| | Capacidade: 20 225  |
| | \| América-MG Atlético-MG Atlético-PR Avaí Criciúma Coritiba Cruzeiro Figueirense Flamengo Fluminense Grêmio InternacionalLocalização das equipes participantes da Primeira Liga de 2016. \| | \| América-MG Atlético-MG Atlético-PR Avaí Criciúma Coritiba Cruzeiro Figueirense Flamengo Fluminense Grêmio InternacionalLocalização das equipes participantes da Primeira Liga de 2016. \| | \| América-MG Atlético-MG Atlético-PR Avaí Criciúma Coritiba Cruzeiro Figueirense Flamengo Fluminense Grêmio InternacionalLocalização das equipes participantes da Primeira Liga de 2016. \| | \| América-MG Atlético-MG Atlético-PR Avaí Criciúma Coritiba Cruzeiro Figueirense Flamengo Fluminense Grêmio InternacionalLocalização das equipes participantes da Primeira Liga de 2016. \| |                     |
| Grêmio | \| América-MG Atlético-MG Atlético-PR Avaí Criciúma Coritiba Cruzeiro Figueirense Flamengo Fluminense Grêmio InternacionalLocalização das equipes participantes da Primeira Liga de 2016. \| | \| América-MG Atlético-MG Atlético-PR Avaí Criciúma Coritiba Cruzeiro Figueirense Flamengo Fluminense Grêmio InternacionalLocalização das equipes participantes da Primeira Liga de 2016. \| | \| América-MG Atlético-MG Atlético-PR Avaí Criciúma Coritiba Cruzeiro Figueirense Flamengo Fluminense Grêmio InternacionalLocalização das equipes participantes da Primeira Liga de 2016. \| | \| América-MG Atlético-MG Atlético-PR Avaí Criciúma Coritiba Cruzeiro Figueirense Flamengo Fluminense Grêmio InternacionalLocalização das equipes participantes da Primeira Liga de 2016. \| | Internacional       |
| Arena do Grêmio | \| América-MG Atlético-MG Atlético-PR Avaí Criciúma Coritiba Cruzeiro Figueirense Flamengo Fluminense Grêmio InternacionalLocalização das equipes participantes da Primeira Liga de 2016. \| | \| América-MG Atlético-MG Atlético-PR Avaí Criciúma Coritiba Cruzeiro Figueirense Flamengo Fluminense Grêmio InternacionalLocalização das equipes participantes da Primeira Liga de 2016. \| | \| América-MG Atlético-MG Atlético-PR Avaí Criciúma Coritiba Cruzeiro Figueirense Flamengo Fluminense Grêmio InternacionalLocalização das equipes participantes da Primeira Liga de 2016. \| | \| América-MG Atlético-MG Atlético-PR Avaí Criciúma Coritiba Cruzeiro Figueirense Flamengo Fluminense Grêmio InternacionalLocalização das equipes participantes da Primeira Liga de 2016. \| | Beira-Rio           |
| Capacidade: 60 540 | \| América-MG Atlético-MG Atlético-PR Avaí Criciúma Coritiba Cruzeiro Figueirense Flamengo Fluminense Grêmio InternacionalLocalização das equipes participantes da Primeira Liga de 2016. \| | \| América-MG Atlético-MG Atlético-PR Avaí Criciúma Coritiba Cruzeiro Figueirense Flamengo Fluminense Grêmio InternacionalLocalização das equipes participantes da Primeira Liga de 2016. \| | \| América-MG Atlético-MG Atlético-PR Avaí Criciúma Coritiba Cruzeiro Figueirense Flamengo Fluminense Grêmio InternacionalLocalização das equipes participantes da Primeira Liga de 2016. \| | \| América-MG Atlético-MG Atlético-PR Avaí Criciúma Coritiba Cruzeiro Figueirense Flamengo Fluminense Grêmio InternacionalLocalização das equipes participantes da Primeira Liga de 2016. \| | Capacidade: 50 038  |
| | \| América-MG Atlético-MG Atlético-PR Avaí Criciúma Coritiba Cruzeiro Figueirense Flamengo Fluminense Grêmio InternacionalLocalização das equipes participantes da Primeira Liga de 2016. \| | \| América-MG Atlético-MG Atlético-PR Avaí Criciúma Coritiba Cruzeiro Figueirense Flamengo Fluminense Grêmio InternacionalLocalização das equipes participantes da Primeira Liga de 2016. \| | \| América-MG Atlético-MG Atlético-PR Avaí Criciúma Coritiba Cruzeiro Figueirense Flamengo Fluminense Grêmio InternacionalLocalização das equipes participantes da Primeira Liga de 2016. \| | \| América-MG Atlético-MG Atlético-PR Avaí Criciúma Coritiba Cruzeiro Figueirense Flamengo Fluminense Grêmio InternacionalLocalização das equipes participantes da Primeira Liga de 2016. \| |                     |
| América-MG Atlético-MG Atlético-PR Avaí Criciúma Coritiba Cruzeiro Figueirense Flamengo Fluminense Grêmio InternacionalLocalização das equipes participantes da Primeira Liga de 2016. | \| América-MG Atlético-MG Atlético-PR Avaí Criciúma Coritiba Cruzeiro Figueirense Flamengo Fluminense Grêmio InternacionalLocalização das equipes participantes da Primeira Liga de 2016. \| | \| América-MG Atlético-MG Atlético-PR Avaí Criciúma Coritiba Cruzeiro Figueirense Flamengo Fluminense Grêmio InternacionalLocalização das equipes participantes da Primeira Liga de 2016. \| | \| América-MG Atlético-MG Atlético-PR Avaí Criciúma Coritiba Cruzeiro Figueirense Flamengo Fluminense Grêmio InternacionalLocalização das equipes participantes da Primeira Liga de 2016. \| | \| América-MG Atlético-MG Atlético-PR Avaí Criciúma Coritiba Cruzeiro Figueirense Flamengo Fluminense Grêmio InternacionalLocalização das equipes participantes da Primeira Liga de 2016. \| |                     |

## Fase de grupos
O sorteio da fase de grupos aconteceu no dia 16 de outubro de 2015, no Rio de Janeiro. Os clubes foram separados de acordo com sua classificação no Ranking da CBF de 2015.
| Pote A                                        | Pote B                                                          | Pote C                                                           | Pote D                                                |
| --------------------------------------------- | --------------------------------------------------------------- | ---------------------------------------------------------------- | ----------------------------------------------------- |
| - Grêmio (2º) - Cruzeiro (3º) - Flamengo (6º) | - Atlético Mineiro (7º) - Internacional (9º) - Fluminense (10º) | - Atlético Paranaense (12º) - Coritiba (14º) - Figueirense (16º) | - Criciúma (25º) - Avaí (27º) - América Mineiro (29º) |

### Grupo A
| Pos. | Equipes             | Pts | J | V | E | D | GP | GC | SG |
| ---- | ------------------- | --- | - | - | - | - | -- | -- | -- |
| 1    | Fluminense          | 6   | 3 | 2 | 0 | 1 | 6  | 4  | +2 |
| 2    | Atlético Paranaense | 6   | 3 | 2 | 0 | 1 | 3  | 2  | +1 |
| 3    | Cruzeiro            | 4   | 3 | 1 | 1 | 1 | 6  | 6  | 0  |
| 4    | Criciúma            | 1   | 3 | 0 | 1 | 2 | 1  | 4  | –3 |

|                     | ATP | CRI | CRU | FLU |
| ------------------- | --- | --- | --- | --- |
| Atlético Paranaense | —   | 1–0 |     |     |
| Criciúma            |     | —   | 1–1 |     |
| Cruzeiro            | 2–1 |     | —   | 3–4 |
| Fluminense          | 0–1 | 2–0 |     | —   |

### Grupo B
| Pos. | Equipes       | Pts | J | V | E | D | GP | GC | SG |
| ---- | ------------- | --- | - | - | - | - | -- | -- | -- |
| 1    | Internacional | 5   | 3 | 1 | 2 | 0 | 3  | 0  | +3 |
| 2    | Grêmio        | 5   | 3 | 1 | 2 | 0 | 3  | 2  | +1 |
| 3    | Coritiba      | 4   | 3 | 1 | 1 | 1 | 3  | 1  | +2 |
| 4    | Avaí          | 1   | 3 | 0 | 1 | 2 | 2  | 8  | –6 |

|               | AVA | CTB | GRE | INT |
| ------------- | --- | --- | --- | --- |
| Avaí          | —   |     | 2–2 |     |
| Coritiba      | 3–0 | —   |     |     |
| Grêmio        |     | 1–0 | —   | 0–0 |
| Internacional | 3–0 | 0–0 |     | —   |

### Grupo C
| Pos. | Equipes          | Pts | J | V | E | D | GP | GC | SG |
| ---- | ---------------- | --- | - | - | - | - | -- | -- | -- |
| 1    | Flamengo         | 7   | 3 | 2 | 1 | 0 | 4  | 1  | +3 |
| 2    | Figueirense      | 4   | 3 | 1 | 1 | 1 | 3  | 3  | 0  |
| 3    | América Mineiro  | 4   | 3 | 1 | 1 | 1 | 2  | 2  | 0  |
| 4    | Atlético Mineiro | 1   | 3 | 0 | 1 | 2 | 2  | 5  | –3 |

|                  | AMM | ATM | FIG | FLA |
| ---------------- | --- | --- | --- | --- |
| América Mineiro  | —   |     | 1–0 |     |
| Atlético Mineiro | 1–1 | —   |     | 0–2 |
| Figueirense      |     | 2–1 | —   |     |
| Flamengo         | 1–0 |     | 1–1 | —   |

### Índice técnico
| Pos | Equipes             | Pts | J | V | E | D | GP | GC | SG | Grupo |
| --- | ------------------- | --- | - | - | - | - | -- | -- | -- | ----- |
| 1   | Atlético Paranaense | 6   | 3 | 2 | 0 | 1 | 3  | 2  | +1 | A     |
| 2   | Grêmio              | 5   | 3 | 1 | 2 | 0 | 3  | 2  | +1 | B     |
| 3   | Figueirense         | 4   | 3 | 1 | 1 | 1 | 3  | 3  | 0  | C     |

## Desempenho por rodada
|         | 1   | 2   | 3   |
| Grupo A | ATP | ATP | FLU |
| Grupo B | AVA | INT | INT |
| Grupo C | FLA | FLA | FLA |

|         | 1   | 2   | 3   |
| Grupo A | FLU | CRI | CRI |
| Grupo B | INT | AVA | AVA |
| Grupo C | ATM | ATM | ATM |

## Fase final
|  | Semifinais                 | Semifinais          |   |  | Final                      | Final |  |
|  |                            |                     |   |  |                            |       |  |
|  | 23 de março – Brasília     |                     |   |  |                            |       |  |
|  | Fluminense (pen)           | 2 (3)               |   |  |                            |       |  |
|  | Internacional              | 2 (2)               |   |  |                            |       |  |
|  |                            |                     |   |  |                            |       |  |
|  |                            |                     |   |  | 20 de abril – Juiz de Fora |       |  |
|  |                            |                     |   |  | Fluminense                 | 1     |  |
|  |                            | Atlético Paranaense | 0 |  |                            |       |  |
|  |                            |                     |   |  |                            |       |  |
|  |                            |                     |   |  |                            |       |  |
|  |                            |                     |   |  |                            |       |  |
|  | 23 de março – Juiz de Fora |                     |   |  |                            |       |  |
|  | Flamengo                   | 0                   |   |  |                            |       |  |
|  | Atlético Paranaense        | 1                   |   |  |                            |       |  |

### Semifinais
| Quarta-feira, 23 de março | Fluminense       | 2 – 2 | Internacional    | Mané Garrincha, Brasília                                           |
| 19:15                     | Osvaldo 29', 60' |       | Vitinho 24', 85' | Público: 6 474 Renda: R$ 306.470,00 Árbitro: SC Sandro Meira Ricci |

|                                                   |       | Penalidades                                       |  |
| Gustavo Scarpa Cícero Marcos Júnior Felipe Amorim | 3 – 2 | Eduardo Sasha Vitinho Marquinhos Jackson Anderson |  |

| Fluminense | Internacional |

| Quarta-feira, 23 de março | Flamengo | 0 – 1 | Atlético Paranaense  | Mario Helênio, Juiz de Fora                                           |
| 21:30                     |          |       | Marcos Guilherme 61' | Público: 12 917 Renda: R$ 442.795,00 Árbitro: RS Leandro Pedro Vuaden |

| Flamengo | Atlético-PR |

### Final
| Quarta-feira, 20 de abril | Fluminense        | 1 – 0 | Atlético Paranaense | Mario Helênio, Juiz de Fora                                      |
| 21:45                     | Marcos Júnior 80' |       |                     | Público: 23 985 Renda: R$ 553.785 Árbitro: SC Sandro Meira Ricci |

| Fluminense | Atlético-PR |

## Premiação
| Primeira Liga de 2016          |
| ------------------------------ |
| FLUMINENSE Campeão (1º título) |
|                                |

| Craque da Primeira Liga de 2016 |
| ------------------------------- |
| BRA Gustavo Scarpa – Fluminense |

| Craque da final                |
| ------------------------------ |
| BRA Marcos Júnior – Fluminense |

| Craque da fase de grupos    |
| --------------------------- |
| BRA Alisson – Internacional |

| Revelação da Primeira Liga de 2016 |
| ---------------------------------- |
| BRA Otávio – Atlético Paranaense   |

## Artilharia
- Atualizado dia 21 de abril de 2016 às 13h10.[37]

| Gols | Jogador          | Time             |
| ---- | ---------------- | ---------------- |
| 3    | Paolo Guerrero   | Flamengo         |
| 3    | Diego Souza      | Fluminense       |
| 2    | Gerson           | Fluminense       |
| 2    | Leandro          | Coritiba         |
| 2    | Osvaldo          | Fluminense       |
| 2    | Rafael Silva     | Cruzeiro         |
| 2    | Vitinho          | Internacional    |
| 1    | Alisson          | Cruzeiro         |
| 1    | Arrascaeta       | Cruzeiro         |
| 1    | Aylon            | Internacional    |
| 1    | Bressan          | Grêmio           |
| 1    | Bruno Sávio      | América Mineiro  |
| 1    | Dátolo           | Atlético Mineiro |
| 1    | Diego Giaretta   | Criciúma         |
| 1    | Douglas          | Grêmio           |
| 1    | Douglas Coutinho | Cruzeiro         |
| 1    | Dudu             | Figueirense      |

| Gols | Jogador          | Time                |
| ---- | ---------------- | ------------------- |
| 1    | Edinho           | Grêmio              |
| 1    | Eduardo          | Atlético Mineiro    |
| 1    | Eduardo Sasha    | Internacional       |
| 1    | Élber            | Cruzeiro            |
| 1    | Éverton          | Flamengo            |
| 1    | Éverton Santos   | Figueirense         |
| 1    | Gabriel          | Avaí                |
| 1    | Gabriel Esteves  | Figueirense         |
| 1    | Gustavo Scarpa   | Fluminense          |
| 1    | Marcos Júnior    | Fluminense          |
| 1    | Marcos Guilherme | Atlético Paranaense |
| 1    | Otávio           | Atlético Paranaense |
| 1    | Pablo Felipe     | Atlético Paranaense |
| 1    | Rafael Bastos    | América Mineiro     |
| 1    | Rodrigo Dourado  | Internacional       |
| 1    | Vinícius         | Atlético Paranaense |
| 1    | Vinícius         | Coritiba            |
| 1    | William          | Avaí                |

## Público

### Maiores públicos
Estes são os dez maiores públicos do Campeonato:
| Nº | Público[PP] | Mandante            | Placar | Visitante           | Estádio          | Data            | Rodada    | Ref.   |
| -- | ----------- | ------------------- | ------ | ------------------- | ---------------- | --------------- | --------- | ------ |
| 1  | 44 839      | Grêmio              | 0–0    | Internacional       | Arena do Grêmio  | 6 de março      | 3ª        | [ 38 ] |
| 2  | 33 270      | Atlético Paranaense | 1–0    | Criciúma            | Arena da Baixada | 24 de fevereiro | 2ª        | [ 39 ] |
| 3  | 29 032      | Atlético Mineiro    | 0–2    | Flamengo            | Mineirão         | 27 de janeiro   | 1ª        | [ 40 ] |
| 4  | 23 985      | Fluminense          | 1–0    | Atlético Paranaense | Mario Helênio    | 20 de abril     | Final     |        |
| 5  | 21 118      | Cruzeiro            | 3–4    | Fluminense          | Mineirão         | 17 de fevereiro | 2ª        | [ 41 ] |
| 6  | 17 167      | Flamengo            | 1–0    | América Mineiro     | Kléber Andrade   | 17 de fevereiro | 2ª        | [ 42 ] |
| 7  | 13 092      | Internacional       | 0–0    | Coritiba            | Beira-Rio        | 27 de janeiro   | 1ª        | [ 43 ] |
| 8  | 12 917      | Flamengo            | 0–1    | Atlético Paranaense | Mario Helênio    | 23 de março     | Semifinal | [ 44 ] |
| 9  | 11 118      | Grêmio              | 1–0    | Coritiba            | Arena do Grêmio  | 7 de fevereiro  | 2ª        | [ 45 ] |
| 10 | 7 813       | Internacional       | 3–0    | Avaí                | Beira-Rio        | 17 de fevereiro | 2ª        | [ 46 ] |

- PP. ^ Considera-se apenas o público pagante

### Menores públicos
Estes são os dez menores públicos do Campeonato:
| Nº | Público[PP] | Mandante        | Placar | Visitante           | Estádio             | Data           | Rodada    | Ref.   |
| -- | ----------- | --------------- | ------ | ------------------- | ------------------- | -------------- | --------- | ------ |
| 1  | 1 406       | Fluminense      | 2–0    | Criciúma            | Mario Helênio       | 10 de março    | 3ª        | [ 47 ] |
| 2  | 1 982       | Coritiba        | 3–0    | Avaí                | Couto Pereira       | 10 de março    | 3ª        | [ 48 ] |
| 3  | 2 127       | América Mineiro | 1–0    | Figueirense         | Independência       | 28 de janeiro  | 1ª        | [ 49 ] |
| 4  | 2 261       | Avaí            | 2–2    | Grêmio              | Arena Condá         | 28 de janeiro  | 1ª        | [ 50 ] |
| 5  | 3 062       | Figueirense     | 2–1    | Atlético Mineiro    | Orlando Scarpelli   | 7 de fevereiro | 2ª        | [ 51 ] |
| 6  | 4 476       | Cruzeiro        | 2–1    | Atlético Paranaense | Mineirão            | 9 de março     | 3ª        | [ 52 ] |
| 7  | 4 624       | Fluminense      | 2–2    | Internacional       | Mané Garrincha      | 23 de março    | Semifinal | [ 53 ] |
| 8  | 4 691       | Criciúma        | 1–1    | Cruzeiro            | Heriberto Hülse     | 27 de janeiro  | 1ª        | [ 54 ] |
| 9  | 5 948       | Flamengo        | 1–1    | Figueirense         | Mané Garrincha      | 9 de março     | 3ª        | [ 55 ] |
| 10 | 6 005       | Fluminense      | 0–1    | Atlético Paranaense | Raulino de Oliveira | 27 de janeiro  | 1ª        | [ 56 ] |

- PP. ^ Considera-se apenas o público pagante

### Médias de público
Atualizado em 22 de abril de 2016
| Pos. | Time                | Média  | Total  | Mandos | Maior  | Menor  |
| ---- | ------------------- | ------ | ------ | ------ | ------ | ------ |
| 1    | Atlético Paranaense | 33 270 | 33 270 | 1      | 33 270 | 33 270 |
| 2    | Grêmio              | 27 433 | 54 865 | 2      | 44 839 | 10 026 |
| 3    | Atlético Mineiro    | 17 718 | 35 435 | 2      | 29 032 | 6 403  |
| 4    | Cruzeiro            | 12 797 | 25 594 | 2      | 21 118 | 4 476  |
| 5    | Flamengo            | 11 617 | 34 850 | 3      | 17 167 | 5 948  |
| 6    | Fluminense          | 9 005  | 36 020 | 4      | 23 985 | 1 406  |
| 7    | Internacional       | 8 947  | 17 893 | 2      | 11 339 | 6 554  |
| 8    | Criciúma            | 4 691  | 4 691  | 1      | 4 691  | 4 691  |
| 9    | Figueirense         | 3 602  | 3 602  | 1      | 3 602  | 3 602  |
| 10   | Avaí                | 2 261  | 2 261  | 1      | 2 261  | 2 261  |
| 11   | América Mineiro     | 2 127  | 2 127  | 1      | 2 127  | 2 127  |
| 12   | Coritiba            | 1 982  | 1 982  | 1      | 1 982  | 1 982  |

## Classificação geral
| Pos | Times               | Pts | J | V | E | D | GP | GC | SG | %    | Situação                       |
| --- | ------------------- | --- | - | - | - | - | -- | -- | -- | ---- | ------------------------------ |
| 1   | Fluminense          | 10  | 5 | 3 | 1 | 1 | 9  | 6  | +3 | 66.7 | Finalistas                     |
| 2   | Atlético Paranaense | 9   | 5 | 3 | 0 | 2 | 4  | 3  | +1 | 60.0 | Finalistas                     |
| 3   | Flamengo            | 7   | 4 | 2 | 1 | 1 | 4  | 2  | +2 | 58.3 | Semifinalistas                 |
| 4   | Internacional       | 6   | 4 | 1 | 3 | 0 | 5  | 2  | +3 | 50   | Semifinalistas                 |
| 5   | Grêmio              | 5   | 3 | 1 | 2 | 0 | 3  | 2  | +1 | 55.5 | Eliminados pelo Índice Técnico |
| 6   | Figueirense         | 4   | 3 | 1 | 1 | 1 | 3  | 3  | 0  | 44.4 | Eliminados pelo Índice Técnico |
| 7   | Coritiba            | 4   | 3 | 1 | 1 | 1 | 3  | 1  | +2 | 44.4 | Eliminados na Primeira fase    |
| 8   | Cruzeiro            | 4   | 3 | 1 | 1 | 1 | 6  | 6  | 0  | 44.4 | Eliminados na Primeira fase    |
| 9   | América Mineiro     | 4   | 3 | 1 | 1 | 1 | 2  | 2  | 0  | 44.4 | Eliminados na Primeira fase    |
| 10  | Atlético Mineiro    | 1   | 3 | 0 | 1 | 2 | 2  | 5  | -3 | 11.1 | Eliminados na Primeira fase    |
| 11  | Criciúma            | 1   | 3 | 0 | 1 | 2 | 1  | 4  | -3 | 11.1 | Eliminados na Primeira fase    |
| 12  | Avaí                | 1   | 3 | 0 | 1 | 2 | 2  | 8  | -6 | 11.1 | Eliminados na Primeira fase    |